# Hans-Gerd Koch
Hans-Gerd Koch (* 1954) ist ein deutscher Verleger, Literatur- und Editionswissenschaftler. Er war bis 2024 Leiter des Karl Rauch Verlags.

## Leben
Nach dem Studium (1975–1981) der Germanistik, Anglistik und Editionswissenschaft war er von 1982 bis 2002 Redaktionsleiter der Kritischen Kafka-Ausgabe. Nach der Promotion 1993 war er an der Bergischen Universität Wuppertal und der Technischen Universität Berlin tätig. Er war Adjunct Professor der San Diego State University. Ab 2002 war er Lektor des Verlags Klaus Wagenbach. Ab 2008 war er Programmleiter des Hörbuchverlags Patmos audio. Ab 2012 war er Lektor des Karl Rauch Verlags in Düsseldorf. Von 2015 bis 2024 war er Leiter des Verlages.

## Publikationen (Auswahl)
- Theoretische und praktische Aspekte der Kommentierung von Schriftstellertagebüchern. Konzeptionelle Überlegungen und Kommentarpraxis am Beispiel der Tagebuchaufzeichnungen Franz Kafkas. 1995.
- Kafka in Berlin. Berlin 2008.
- Kafkas Familie: Ein Fotoalbum, Verlag Klaus Wagenbach, Berlin 2024, ISBN 978-3-8031-3738-8